# Калвело
Калвело (итал. Calvello) је насеље у Италији у округу Потенца, региону Базиликата.
Према процени из 2011. у насељу је живело 1827 становника. Насеље се налази на надморској висини од 720 м.

## Становништво
| 1951. | 1961. | 1971. | 1981. | 1991. | 2001. | 2011. |
| ----- | ----- | ----- | ----- | ----- | ----- | ----- |
| 3.995 | 3.844 | 3.434 | 3.077 | 2.362 | 2.212 | 1.953 |